# 布特爾 (英國國會選區)

選區在默西賽德郡的位置

布特爾（英語：Bootle），英國國會一自治市選區，位於默西賽德郡塞夫頓都會自治市南部，包括八個地方選區。
設於1885年，自1945年起一直支持工黨。2010年大選中，自1990年起任議員的喬·本頓以66.4%選票在該區首次當選。